# Eucalyptus captiosa
Eucalyptus captiosa (лат.) — кустарник или дерево, вид рода Эвкалипт (Eucalyptus) семейства Миртовые (Myrtaceae), эндемик юго-запада Западной Австралии. У вида гладкая кора, зрелые листья ланцетовидной формы, слегка ребристые цветочные почки, собранные в группы по три или семь и расположенные в пазухах листьев, бледно-жёлтые цветки и чашевидные плоды.

## Ботаническое описание
Eucalyptus captiosa — кустарник или многоствольное дерево, вырастающий до высоты 1-4 м. Кора гладкая серая, кремово-белая или медно-жёлтая, ствол иногда с полосами частично осыпавшейся коры. Молодые растения и побеги имеют продолговатые, яйцевидные или копьевидные листья длиной 60-120 мм и шириной 20-37 мм. Зрелые листья толстые, от линейных до узкоэллиптических, длиной 40-88 мм и шириной 5-13 мм на черешке длиной 5-15 мм. Цветочные бутоны расположены группами по три или семь в пазухах листьев на неразветвлённом цветоносе длиной 8-15 мм, отдельные бутоны на цветоножке длиной 2-6 мм. Зрелые почки от грушевидной до овальной формы, 13-19 мм в длину и 5-7 мм в ширину, обычно ребристые и с клювовидным колпачком. Цветёт с июля по ноябрь, цветки от кремового до бледно-жёлтого цвета. Плод — древесная коробочка от цилиндрической до бочкообразной или чашевидной формы длиной 8-15 мм и шириной 8-11 мм на плодоножке, как правило, длиной 2-7 мм.

Eucalyptus captiosa
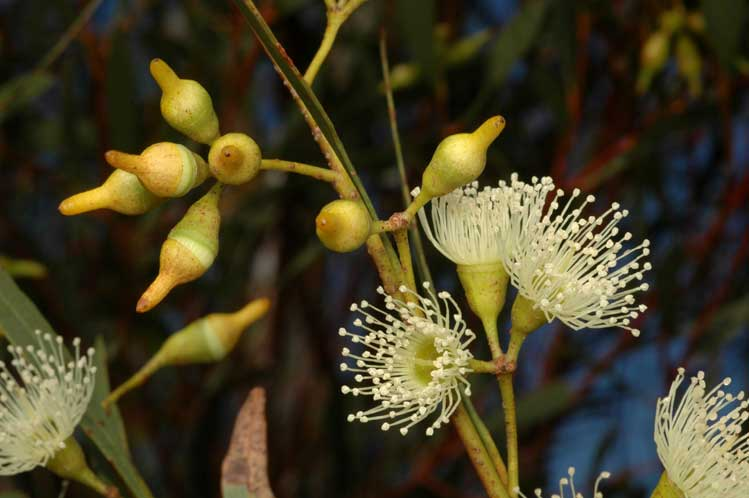
Бутоны и цветки
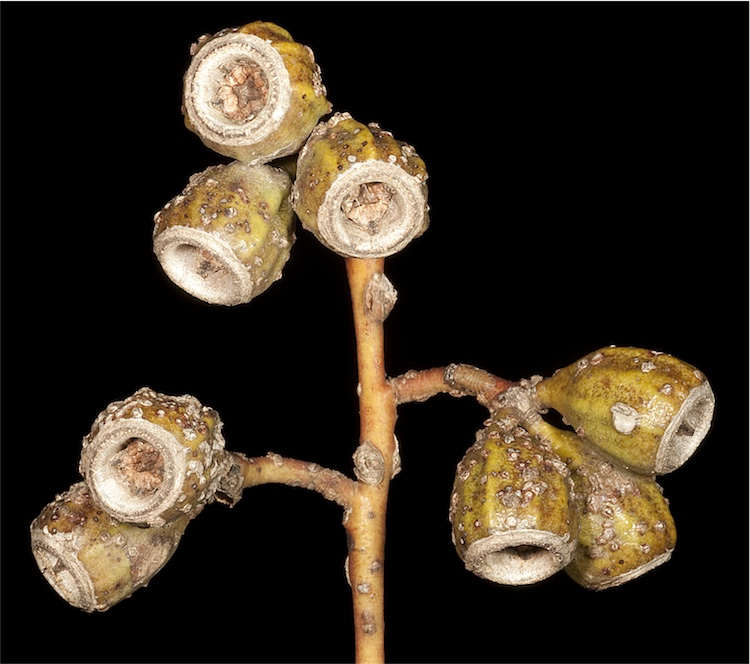
Плоды-коробочки

## Таксономия
Eucalyptus captiosa был впервые официально описан в 1993 году Иэном Брукером и Стивеном Хоппером, описание было опубликовано в журнале Nuytsia на примере экземпляра, собранного недалеко от Джеррамунгапа. Видовой эпитет — от латинского «обманчивый», относящееся к тонким листьям, которые сильно отличаются от листьев родственного Eucalyptus incrassata.

## Распространение и местообитание
Eucalyptus captiosa — эндемик Западной Австралии. Растёт на песчаных и гравийных почвах в эвкалиптовых пустошах между Тамбеллапом и Джеррамунгапом в биогеографических регионах Эйвон-Уитбелт, Эсперанс-Плейнс и Малли.

## Охранный статус
E. captiosa классифицируется Департаментом парков и дикой природы Западной Австралии как «не угрожаемый». Международный союз охраны природы классифицирует природоохранный статус вида как «вызывающий наименьшие опасения».